# ルジンツィ
座標: 北緯43度37分 東経22度49分 / 北緯43.617度 東経22.817度

ルジンツィ
Ружинциルジンツィ ブルガリア内のルジンツィの位置

ルジンツィ（ブルガリア語:Ружинци / Ruzhintsi）はブルガリア北西部の村、およびそれを中心とした基礎自治体。ヴィディン州に属する。

## 町村
ルジンツィ基礎自治体（Община Ружинци）には、その中心であるルジンツィをはじめ、以下の町村（集落）が存在している。
- Бело поле
- Гюргич
- Динково
- Дражинци
- Дреновец

- Плешивец
- Роглец
- Ружинци
- Тополовец
- Черно поле